# 安妮卡·施普林克
安妮卡·施普林克（德語：Annika Sprink，1995年10月20日—），德国女子曲棍球运动员。她曾代表德国国家队参加2016年夏季奥林匹克运动会女子曲棍球比赛，获得一枚铜牌。